# Phaonia kashmirensis
Phaonia kashmirensis este o specie de muște din genul Phaonia, familia Muscidae, descrisă de Malloch în anul 1921. Conform Catalogue of Life specia Phaonia kashmirensis nu are subspecii cunoscute.